# Tabanus kisliuki
Tabanus kisliuki är en tvåvingeart som beskrevs av Stone 1940. Tabanus kisliuki ingår i släktet Tabanus och familjen bromsar. Inga underarter finns listade i Catalogue of Life.